# 一宮氏忠
一宮 氏忠（いちのみや うじただ、生没年不詳）は、戦国時代の武将。上野国甘楽郡一宮郷の国衆。一宮社（一之宮貫前神社、現・群馬県富岡市一ノ宮）の神主。

## 生涯

### 出自
氏忠は山内上杉氏の家臣・一宮左衛門大夫の子とみられる一方で、国峯小幡氏と同族であったとする見方もある。『幡氏旧領弁録』には小幡重定（憲重）の三男・氏友が一宮左衛門尉俊氏の養子となったとしており、事実だとすると世代からして氏忠がこの「氏友」にあたると考えられる。

### 事跡
一宮氏は天文21年（1552年）3月に後北条氏によって主君・上杉憲政が上野を追われると後北条氏に従い、その後の永禄3年（1560年）8月末に長尾景虎（上杉謙信）による関東侵攻が起きると景虎に従った。氏忠の史料上の初見は翌4年（1561年）に比定される11月16日付の上杉政虎書状で、ここでは「神太郎」の名で確認されている。同年11月には武田信玄による西上野侵攻が行われ、甘楽郡では早くから武田氏に従っており上杉方に居城・国峯城を追われていた小幡憲重が居城を奪回し旧領に復帰した。氏忠は同月25日付で武田氏の禁制を獲得し、武田氏に従属した。同10年（1567年）8月7日付で提出された『下之郷起請文』では「一宮兵部助氏忠」の名で確認されている。これによると、氏忠は単独で取次の原昌胤に提出しており、直接武田氏と従属関係を結ぶ立場にあったと考えられている。その一方で、同郡の有力国衆である小幡信実の同心であったともされている。また、神官であったためか武田氏から軍役を求められなかったようであり、『武田氏分限帳』にも一宮氏の名の記載がない。一宮社の造営の為に同年10月に信濃四郡で、天正2年（1574年）8月に吾妻谷を除く上野一円での勧進を認められ、同月18日付で武田勝頼より勧進として太刀などを送られている。同7年（1579年）には嫡男・豊氏の活動が確認でき、それ以前に死去したとみられる。